# Saltos ornamentais nos Jogos Pan-Americanos de 2019
As competições de saltos ornamentais nos Jogos Pan-Americanos de 2019 foram realizadas no Centro Aquático Nacional,no distrito de San Luis, em Lima, entre 1 e 5 de agosto. Foram disputadas dez provas, sendo cinco masculinas e cinco femininas.
Os vencedores das plataformas de 3 e 10 metros garantiram classificação para os Jogos Olímpicos de Verão de 2020. 

## Calendário
| Julho / Agosto     | 24 | 25 | 26 | 27 | 28 | 29 | 30 | 31 | 1 | 2 | 3 | 4 | 5 | 6 | 7 | 8 | 9 | 10 | 11 |
| ------------------ | -- | -- | -- | -- | -- | -- | -- | -- | - | - | - | - | - | - | - | - | - | -- | -- |
| Saltos ornamentais |    |    |    |    |    |    |    |    | 2 | 2 | 2 | 2 | 2 |   |   |   |   |    |    |

|  | Dia de competição |  | Dia de final |

## Medalhistas
Masculino
| Evento                                   | Ouro                                  | Prata                                             | Bronze                                             |
| ---------------------------------------- | ------------------------------------- | ------------------------------------------------- | -------------------------------------------------- |
| Trampolim de 1 m individual detalhes     | Juan Celaya MEX México                | Yona Knight-Wisdom JAM Jamaica                    | Andrew Capobianco USA Estados Unidos               |
| Trampolim de 3 m individual detalhes     | Daniel Restrepo COL Colômbia          | Juan Celaya MEX México                            | Philippe Gagné CAN Canadá                          |
| Plataforma de 10 m individual detalhes   | Kevin Berlín MEX México               | Iván García MEX México                            | Vincent Riendeau CAN Canadá                        |
| Trampolim de 3 m sincronizado detalhes   | Yahel Castillo Juan Celaya MEX México | Philippe Gagné François Imbeau-Dulac CAN Canadá   | Michael Hixon Andrew Capobianco USA Estados Unidos |
| Plataforma de 10 m sincronizado detalhes | Iván García Kevin Berlin MEX México   | Nathan Zsombor-Murray Vincent Riendeau CAN Canadá | Isaac Filho Kawan Pereira BRA Brasil               |

Feminino
| Evento                                   | Ouro                                    | Prata                                         | Bronze                                       |
| ---------------------------------------- | --------------------------------------- | --------------------------------------------- | -------------------------------------------- |
| Trampolim de 1 m individual detalhes     | Sarah Bacon USA Estados Unidos          | Brooke Schultz USA Estados Unidos             | Paola Espinosa MEX México                    |
| Trampolim de 3 m individual detalhes     | Jennifer Abel CAN Canadá                | Dolores Hernández MEX México                  | Brooke Schultz USA Estados Unidos            |
| Plataforma de 10 m individual detalhes   | Meaghan Benfeito CAN Canadá             | Caeli McKay CAN Canadá                        | Alejandra Orozco MEX México                  |
| Trampolim de 3 m sincronizado detalhes   | Jennifer Abel Pamela Ware CAN Canadá    | Brooke Schultz Sarah Bacon USA Estados Unidos | Paola Espinosa Dolores Hernández MEX México  |
| Plataforma de 10 m sincronizado detalhes | Meaghan Benfeito Caeli McKay CAN Canadá | Alejandra Orozco Gabriela Agúndez MEX México  | Amy Cozad Delaney Schnell USA Estados Unidos |

## Quadro de medalhas
| Ordem | País               | Medalha de ouro | Medalha de prata | Medalha de bronze |    |
| ----- | ------------------ | --------------- | ---------------- | ----------------- | -- |
| 1     | MEX México         | 4               | 4                | 3                 | 11 |
| 2     | CAN Canadá         | 4               | 3                | 2                 | 9  |
| 3     | USA Estados Unidos | 1               | 2                | 4                 | 7  |
| 4     | COL Colômbia       | 1               |                  |                   | 1  |
| 5     | JAM Jamaica        |                 | 1                |                   | 1  |
| 6     | BRA Brasil         |                 |                  | 1                 | 1  |
| TOTAL | TOTAL              | 10              | 10               | 10                | 30 |